# Grönland
Grönland (grönlandiul Kalaallit Nunaat, a. m. „Emberek országa”) a Föld legnagyobb szigete, a világ negyedik legnagyobb közigazgatási egysége terület szerint. Dánia autonóm területe.
Földrajzilag Észak-Amerikához, politikailag a dán fennhatóság miatt Európához tartozik. Izlandtól a Dánia-szoros választja el. 1973 és 1984 között része volt az Európai Közösségnek, de egy 1982-es népszavazás után 1985. január 1-jén kilépett. A grönlandiak ennek ellenére továbbra is európai állampolgároknak minősülnek, azonban az európai választásokon nincs szavazati joguk.
A grönlandi és a dán kormány megállapodást dolgozott ki a sziget autonómiájának kibővítéséről, mely szerint többek között népként ismerik el a grönlandiakat, megkapják az ellenőrzést az ásványkincsek fölött, és nyelvüket hivatalos nyelvként ismerik el. A 2008. november 25-én megtartott népszavazáson a grönlandi szavazók 75,54%-a támogatta, 23,57%-a ellenezte a tervezetet. A megállapodást 2009. május 19-én a dán parlament is megszavazta, így június 21-én életbe lépett. 2022. június 14-én a dán királyság megegyezett Kanadával a Hans-szigetet illetően és lezárták a "whiskyháborút", ezzel megmutatták a világnak, hogy erőszak nélkül is le lehet zárni egy területi vitát.
A lakosság főként a délnyugati parton koncentrálódik, a sziget többi része igen ritkán lakott. Grönland háromnegyedét állandó jégtakaró borítja. 56 ezer lakosával (2022) a világ legritkábban lakott régiója.

## Földrajz

### Partvidéke, domborzata
A sziget teljes egészében az Észak-amerikai-lemezen fekszik, hajdanán egy kontinenst alkotott a mai Észak-Amerikával.
Nyugati és keleti partvidéke hegyvidék, amely az Izland felőli oldalon a 3000 m magasságot is meghaladja. Legmagasabb pontja a 3700 m magas Gunnbjorn-hegy. Csak északkeleti és délnyugati partvidéke, a sziget területének mintegy 10%-a jégmentes, egy nagyjából 20 km széles, part menti sáv. Belsejét 1500–3000 m vastag jégtakaró borítja (1,8 millió km²). A jégtakaróból kiálló csupasz sziklacsúcsok a sziget keleti oldalán emelkednek a legmagasabbra (3970 m). 2013-ban a NASA közlése szerint egy kutatási projekt során (amit 2009 és 2012 között végeztek) egy 740 km hosszúságú, helyenként 800 m mélységű kanyont fedeztek fel a jég alatt, nagyjából a 70. szélességi fok magasságában. A kanyont folyóvíz vágta ki több millió évvel ezelőtt, amikor még nem borította jég a felszínt.
A sziget belsejének felszíne a jég nyomása miatt 300 m-rel a tengerszint alatt fekszik. Felszíni vízfolyás nem található a szigeten.
A hatalmas jégtakaró lassú mozgásban van a sziget szélei felé, és így az alján befagyott kőzettörmelékekkel állandóan erodálja a felszínt. Völgyek, gleccserek csak a partvidéken alakulhattak ki. A gleccserek és a meredek sziklafalak peremére kitódult jég a nyári évszakban néha óriási tömegben zuhan a tengerbe, hogy azután hatalmas darabokban mint jéghegyek, úszva folytassák útjukat dél felé. Évente mintegy 280 km³ víz kerül a tengerbe jéghegyek formájában. Az úszó jéghegyek és Grönland délnyugati partjáig eljutó Irminger-áramlás okozta gyakori köd veszedelmes a hajózás számára.
Grönland keleti partjai mentén folyik déli irányban a Kelet-grönlandi-áramlás, ami hideg és kevéssé sós vizet szállít. A nyugati part mentén észak felé folyik a Nyugat-grönlandi-áramlás a Davis-szoros felé; az áramlat egy része összekapcsolódik a Labrador-áramlattal, míg másik része tovább halad a Baffin-öbölbe. A nyugati parton, az északi szélesség 68. fokánál ömlik a tengerbe a Jacobshavn-gleccser, ami évente 1400 jéghegyet borjadzik. Ez az északi féltekén a legnagyobb gleccser.

### Éghajlat
Grönland éghajlata arktikus. Nyáron a maximum hőmérséklet 10–18 °C lehet a déli területeken, északon 5–10 °C között, de ez csak rövid ideig tart. Az időjárás többnyire nedves és szeles, és gyorsan változik. A partok közelében gyakori a ködképződés. Az egész terület csapadékban szegény annyira, hogy „sarki sivatag”-nak is nevezik. Eső sohasem esik. A hóesés bármelyik hónapban előfordul, gyakoribb a déli és nyugati területeken, mint északon. Éves mennyisége 25–110 cm, délen több. A hó nem olvad el, inkább szublimál.
A tél októbertől márciusig tart, ezalatt a Nap az északi területen hónapokig nem emelkedik a láthatár fölé, vagyis egész nap sötét van. Délen a hőmérséklet –20 °C körül alakul, északon –40 °C is lehet, ez akár hetekig tarthat. Májustól július közepéig a sarkkörön túl a Nap egész nap nem nyugszik le.
Ha a globális felmelegedés miatt a Grönland nyugati részét borító jég egy része elolvadna, a világtengerek szintje 30 év alatt 4 méterrel lenne magasabb, ami elöntené a következő városokat: New York, Los Angeles, London, Koppenhága, Szentpétervár, Murmanszk, Odessza, Vlagyivosztok.

### Élővilág
A növényzet a jégmentes part mentén szegényes tundra, délen szubarktikus tajga, ahol csenevész törpe bokrok, harangvirág, kamilla, gyermekláncfű is megél. Néhány lombhullató fa található a sziget déli részén, védett fjordokban, mint például éger, sarki törpe nyírfa, fűzfa.
Állatvilága sajátos: jegesmedve, sarki róka, grönlandi farkas, lemming, keleti pézsmatulok, a vizekben fókafélék, narvál és cetek élnek.
Madárféléből viszonylag kevés faj él meg itt; de gyakoriak a tengeri madarak: sirályfélék (pl. jeges sirály, sarki sirály), csérfélék, halfarkasfélék. A Disko-öböltől északra gyakran előfordul a szelíd északi sirályhojsza is.
A hegyekben az ízletes húsú sarki hófajd (Lagopus lagopus) fészkel. A magasabb, nedvesebb területeken megtalálható a piros nyakú víztaposó. Messziről kis pingvinnek látszik az alkabukó.
A vadállatok egy része az Északkelet-grönlandi Nemzeti Park területén él, ami a szigetnek mintegy egynegyed részét teszi ki északon; a világon ez a legnagyobb területű természetvédelmi park, ahol az állatok háborítatlanul élnek. Igazából nem turistáknak szánt parkról van szó.

## Történelem
A szigetet 982-ben fedezte fel Vörös Erik viking hajós, ő nevezte el „zöld föld”-nek. Tudományos felkutatását Fridtjof Nansen kezdte meg 1888-ban. 1979-ben önrendelkezési jogot kapott Dániától, így saját parlamentje és miniszterelnöke lett, és a 2014-ben megválasztott hárompárti koalícióból két erő – a mérsékelt Siumut („Előre”) és a radikális Inuit Ataquatigiit („Inuit Testvériség”) – a Koppenhágától való eltávolodást hirdeti. 1946-ban Harry Truman felvetette a sziget esetleges megvásárlását Dániától. Az amerikai kormány 1946-ban kísérletet is tett ennek megvalósítására, sikertelenül. 2019-ben Donald Trump amerikai elnök újra felvetette a témát, de mind a dán, mind pedig a grönlandi kormány is elutasította akár elméleti síkon is a sziget esetleges eladását az Amerikai Egyesült Államoknak.
Az önigazgatást elérve, 1985-ben kilépett az Európai Gazdasági Közösségből, mivel nem értett egyet az EGK kereskedelmi halászati előírásaival és a fókabőr termékekre vonatkozó tilalmával.
2024 végén a világ közvéleményét is felzaklatta Donald Trump másodszor is megválasztott amerikai elnök kijelentése, amelyben területi igényt támaszt a szigetre, majd a nemleges dán választ követően katonai és gazdasági nyomásgyakorlást is kilátásba helyezett. A bizonytalanságot növelte, hogy Trump harciasan reagált Mette Frederiksen válaszára is, aki ismételten elutasította Grönland átadását. Dánia válaszképp növelte a haderőre fordított kiadásokat és fokozta a szigeten a katonai jelenlétet, továbbá az Európai Unió is jelezte, hogy Dánia mellett állnának ki, akár katonailag is. Trump kijelentései és a dán intézkedések ugyanakkor fokozták a szigeten az elszakadás-pártiak támogatottságát, akik hangsúlyozták a grönlandiak sem Dániához, sem pedig az Egyesült Államokhoz nem kívánnak tartozni, mialatt Trump azon állítással igyekezett területi igényét alátámasztani, miszerint a grönlandiak az Egyesült Államok része kíván lenni, ezért szilárdan hiszi, hogy a szigetet meg fogják szerezni.

## Államszervezet, közigazgatás

### Alkotmány, államforma
Grönland a Dán Királyság autonóm tartománya, ez alapján államformája alkotmányos monarchia. Grönland autonómiáját a 2008-ban elfogadott autonómiatörvény támasztja alá.

### Törvényhozás, végrehajtás, igazságszolgáltatás

#### Viszonya Dániához
Grönland Dánia társországa, autonóm tartománya, korábbi dán gyarmatból alakult át. Grönland teljes belügyi autonómiával rendelkezik, nemzetközi szervezetek (pl. az Északi Tanács) társult tagja (lehet), így gyakorlatilag nevezhetjük egy Dánián belüli országnak is. Nevezhetjük Dánia exklávéjának is, mivel Dánia fő területével nem határos (mint ahogyan Alaszka sem határos az Amerikai Egyesült Államok fő területével). A dán kormányzatot Grönlandon egy főbiztos képviseli, míg a grönlandi ügyeket Dánia előtt két szavazati joggal is rendelkező, megválasztott követ képviseli a dán parlamentben, a Folketingben.

#### Törvényhozás, végrehajtás, igazságszolgáltatás
Mivel Grönland Dánia társországa, államfője a dán uralkodó, 2024 óta X. Frigyes dán király, akit a szigeten egy főbiztos képvisel. A végrehajtó hatalom Grönland miniszterelnöke és kormánya kezében van. Grönland első miniszterelnöke a dán származású Jonathan Motzfeldt volt, aki 1979 és 1991 között kormányozta a dán társországot, a Siumut párt elnökeként. Őt követte a szintén siumutos Lars Emil Johansen, aki 1991 és 1997 között töltötte be a kormányfői posztot. 1997 és 2002 között ismét Motzfeld volt a miniszterelnök, akit a 2002-es választások után Hans Enoksen követett. Az egyetlen nem siumutos miniszterelnök Kuupik Kleist volt, aki 2009 és 2013 között kormányozta a világ legnagyobb szigetét. A Dánián belüli állam 2013-ban Aleqa Hammondot választotta meg miniszterelnöknek, ő volt Grönland első női miniszterelnöke. Őt Kim Kielsen, majd Múte Bourup Egede követte.
A törvényhozó hatalom az egykamarás, 31 tagú parlament kezében van, melynek tagjait közvetlenül választja a lakosság.
A parlamenti helyek megoszlása (a 2018. április 24-én tartott választás után):
Kormánypártok
- Siumut – 10 mandátum
- Partii Naleraq – 3 mandátum
- Szolidaritás (Atassut) – 2 mandátum

Ellenzék
- Inuit Ataqatigiit – 8 mandátum
- Demokraták – 6 mandátum
- Együttműködés Pártja – 1 mandátum

Grönland az Északi Tanács társult tagja.

### Védelem
Grönlandnak nincsen saját hadereje, az autonóm tartomány védelmét Dánia biztosítja.

### Közigazgatási beosztás
Grönland 5 községből áll, az Északkelet-grönlandi Nemzeti Park egyik közigazgatási egységnek sem része, továbbá az Avannaata községbe enklávéként beékelődő Thule Légibázist az Amerikai Egyesült Államok légiereje irányítja:
- Avannaata község (Északnyugat-Grönland)
- Kujalleq község (Dél-Grönland)
- Qeqertalik község (Nyugat-Grönland)
- Qeqqata község (Nyugat-Grönland)
- Sermersooq község (Dél-Grönland)

## Népesség

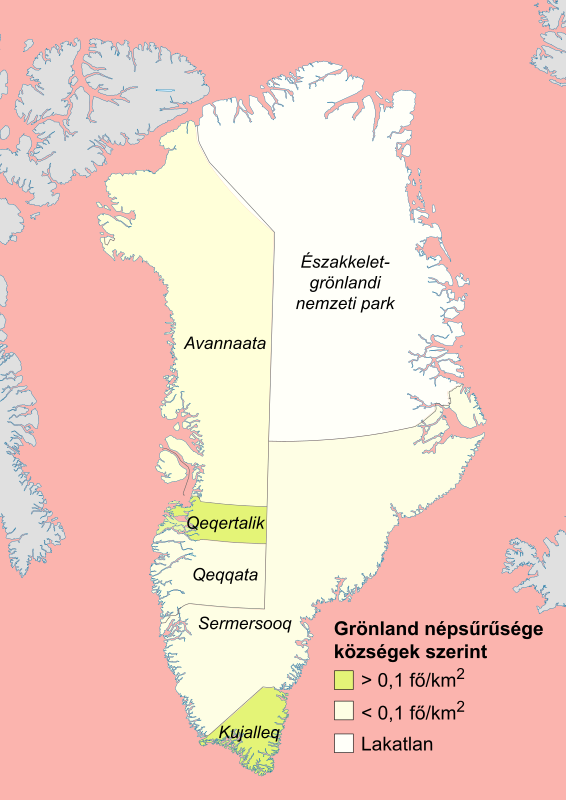
Grönland népsűrűsége 2020-ban

2020-as becsült lakossága mintegy 56 ezer fő.
A lakosság nagy része a nyugati partvidéken vagy annak közelében él.

### Népességének változása

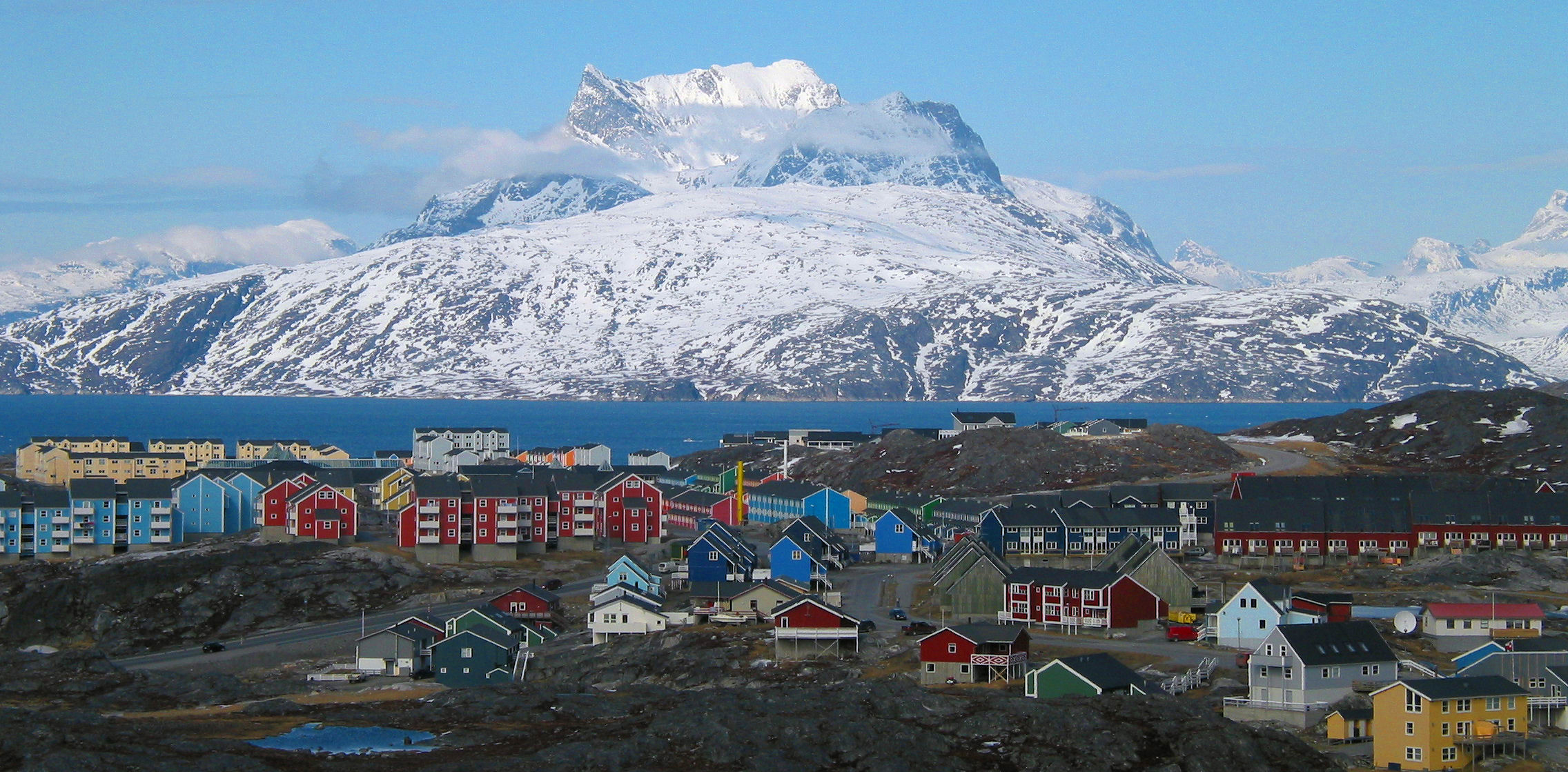
Nuuk

| Lakosok száma | 32 500 | 41 900 | 49 500 | 50 200 | 54 100 | 55 500 | 56 350 | 56 555 | 55 847 | 56 542 |
|               | 1960   | 1967   | 1974   | 1980   | 1987   | 1994   | 2001   | 2007   | 2016   | 2025   |

### Főbb települések
Legnépesebb települések a 2010-es évek adatai alapján 
- 1. Nuuk, 18 ezer fő
- 2. Sisimiut, 5,5 ezer fő
- 3. Ilulissat, 4,5 ezer fő

### Nyelvi megoszlás
A dán mellett hivatalos a grönlandi nyelv, utóbbi az eszkimó-aleut nyelvcsalád tagja, annak eszkimó ágához tartozik. A terület hivatalosan kétnyelvű ugyan, ám az átlagpolgárok többsége csak  az inuitot (eszkimó) beszéli. Beszélik még néhányan az angolt is.

### Etnikai megoszlás
A lakosság zöme az eszkimó (inuit) őslakossághoz tartozik, arányuk 88% (2008). Az eszkimók mongolidok, az indiánok közeli rokonai. Mióta a terület Dániához tartozik, azóta élnek itt dán betelepülők is, valamint a két népcsoport keveredéséből származó sajátos réteg is létrejött a szigeten. A dánok és a félvérek aránya 12%.

### Vallási megoszlás
Vallási megoszlás 2010-ben :

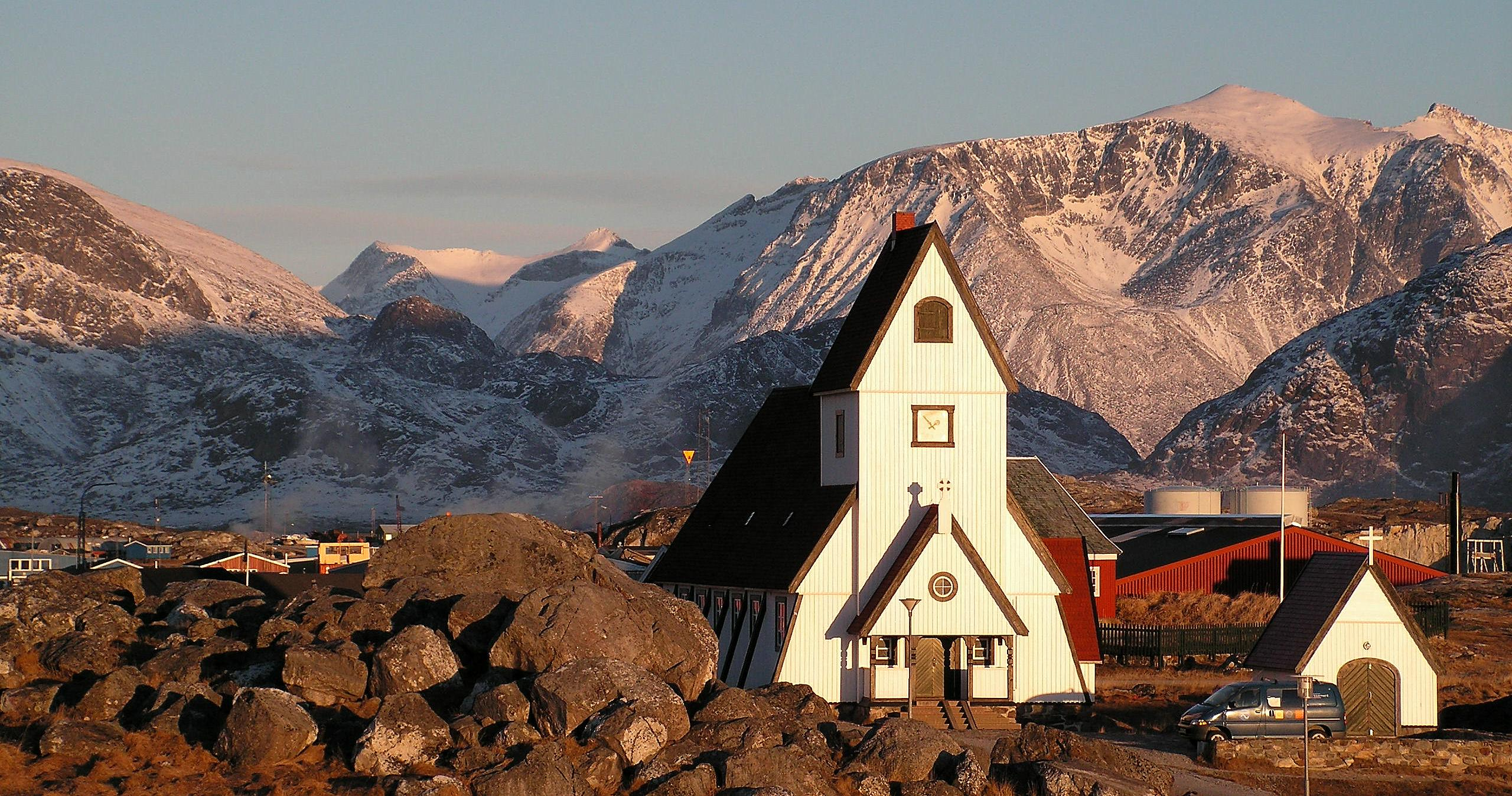
Nanortalik temploma

- Protestáns (főleg evangélikus) (95.5%)
- Római katolikus (0.2%)
- Más keresztény (0.4%)
- Inuit hagyományos vallású (sámánizmus) (0.8%)
- Agnosztikus (2.3%)
- Ateista (0.2%)
- Más vallású (0.6%)

## Gazdaság
- halászat
- juh- és rénszarvastenyésztés

Grönland gazdasági, társadalmi és kulturális élete a második világháború után lendült fel. Korszerűsítették a halászatot, berendezkedtek a halászbárkák gyártására, a füves tundrán meghonosították a juhtenyésztést. A 20. század elején megindult az ólomérc és a kriolit (az alumínium előállításához használt érc) bányászata, ami sokáig nélkülözhetetlennek bizonyult és óriási bevételt jelentett. A kriolit iránti kereslet a második világháború idején érte el a csúcspontját, mivel a repülőgépek készítéséhez nagy mennyiségű alumíniumra van szükség. Mivel a náci Németország elfoglalta Dániát, az Amerikai Egyesült Államok katonailag megszállta a bánya körüli területet és a termelést a hadiipar szolgálatába állította, cserébe alapvető élelmiszereket, ruházatot és egyéb, nélkülözhetetlen felszerelést adott. Az 1980-as években, a szintetikus kriolit gyártásával a kereslet erősen megcsappant, és addigra az Ivittuut közeli bánya majdnem teljesen kimerült. A kriolitbánya 1987-ben zárt be. A sziget földje további értékes szénhidrogéneket és ásványkincseket rejt. (Például: kőolajat, földgázt, lítiumot és uránt.). 2025-ben a grönlandi hatóságok a 30 évre szóló koncessziót biztosítottak a Greenland Anorthosite Mining vállalatnak a sziget nyugati felében anortozit kitermelésére, amely ásvány a Hold kérgének egyik fő alkotóeleme.
Iskolák, kórházak épültek, s a régi szegényes települések megújultak. Hazai összterméke 2005-ben 1,7 milliárd amerikai dollár volt, aminek a felét a koppenhágai támogatás tette ki. A legnagyobb cégek az állam, vagyis a helyi kormány tulajdonában vannak. Viszonylag magas, 9 százalék feletti a munkanélküliség. Becslések szerint a lakosság legalább egyötöde nincs állásban, vándorló halász-vadász életmódot folytat. A halexport mellett az évről évre növekvő turizmus jelent komolyabb bevételt. Az idegenforgalmi szezon azonban a zord klíma miatt rövid.
Grönlandon SI-mértékegységrendszert használnak. A fogyasztói elektromos feszültség 220-240 V, 50 Hz, az elektromos csatlakozás az európai szabványú Schuko E és K / Europlug típusú csatlakozóval történik. (A Dániában használatossal azonos.).
Grönland bruttó hazai összterméke 2009-ben 1268 millió USD, egy főre jutó GDP-je ez alapján 22 508 USD.

### Külkereskedelem
Fő árucikkek :
- Export: hal és halászati termékek (a teljes export több mint 90 %-a)[32]
- Import: gépek és szállítóberendezések, ipari termékek, élelmiszerek, kőolajtermékek

Fő partnerek 2017-ben :
- Export:  Dánia 82,5%, Izland 4,4%
- Import:  Dánia 69,7%, Svédország 10,6%

## Időzóna
Grönland területének túlnyomó része a West Greenland Time (WGT) időzónában van, ami UTC-3. Kivétel a keleti part egy kis része, ebben van például Ittoqqortoormiit (Scoresbysund) és Danmarkshavn is, ott UTC-1 van érvényben. Kivétel a nyugati parton fekvő Thule légibázis, ami amerikai kézben van és az Atlantic Standard Time (AST)-t használja, ami UTC-4.
Nyári időszámítást használnak márciustól októberig (mint Európa nagy részén), ekkor az órákat 1 órával előre állítják, vagyis ekkor a terület nagy részén UTC-2 érvényes.

## Közlekedés
Grönland közlekedését a közúti, vízi és légi közlekedés alkotja. Vasúti hálózat nincs. A közutak hossza 150 kilométer, ez mind a településeken belül létezik. A települések közötti kapcsolatot a vízi közlekedés tartja fenn. A legfontosabb kikötő Sisimiutban és Nuukban van. Ezen kívül nyolc kikötő van a szigeten. Az országnak kilenc aszfaltozott és öt nem aszfaltozott repülőtere van. A legnagyobbak a Kangerlussuaq repülőtér és a Narsarsuaq repülőtér, a nagyobb szélestörzsű repülőgépek csak ezeken a reptereken tudnak leszállni. Nemzetközi járatok szinte kizárólag Koppenhágából érkeznek (nyáron néha Izlandról is). Jelentősebb repülőterek vannak még Nuukban, Kulusukban, valamint Grönland északi részén, Thuléban működik egy amerikai légibázis. Az ország légiközlekedési vállalata az Air Greenland. A légiközlekedésben nem csak repülőgépeket, hanem helikoptereket is használnak. 2013-ban összesen 15 repülőtér üzemelt a szigeten.
Az utcákon az épületeket az építési idejük szerint számozzák, és néha a szám elé a „B” betű járul. Egyes grönlandi települések azonban sorszámokat alkalmaznak. Így lehetséges, hogy a „B146” és a „2” számot viselő ház egymás mellett áll, a „B148” pedig a település másik végében. Kisebb településeken az utcáknak nincs nevük.

## Telekommunikáció
| Hívójel prefix | XP    |
| ITU zóna       | 5, 75 |
| CQ zóna        | 40    |

## Kultúra

### Oktatás
A sziget iskoláiban 2005-ben a tanulók 40%-a választotta a grönlandi és 60%-a a dán tanítási nyelvet. (Összevetésül: a lakosság 10%-a dán.)

### Színház
A Silamiut Grönland egyetlen voltaképpeni, társulattal rendelkező színháza (inuit nyelven Kalaallisut Isiginnaartitsineq, dánul Grønland's teater), nyolc színésszel működik.
A Katuaq (Grønland's kulturhus) sokfunkciós művelődési ház, amely színházprogrammal is rendelkezik. A háznak óriási méretű színpada van (86 m²), amely gálaműsorok és más nagy létszámú szereplőgárda fogadására is alkalmassá teszi.
Az intézmény zenei és táncműsorokat fogad, mozit, kávéházat, kiállítócsarnokot, konferencia-központot üzemeltet. Fő fenntartója a „Nunafonden” (Nuna alapítvány).
Éves költségvetése 21 millió dán korona (2005). Mindkét intézmény Nuukban működik.

### Hírközlés
A Greenland Broadcasting Company nyilvánosan elérhető rádió- és tévéadást biztosít, földfelszíni átjátszóadókon keresztül. Néhány kisebb, magánkézben lévő tévé- és rádiócsatorna is működik a térségben. Ugyancsak hozzáférhető a dán rádió adása.

### Sport
Grönland rendelkezik saját labdarúgó-válogatottal, amivel kisebb-nagyobb sikereket ért el a 2 évente megrendezett Szigetjátékokon.

### Gasztronómia

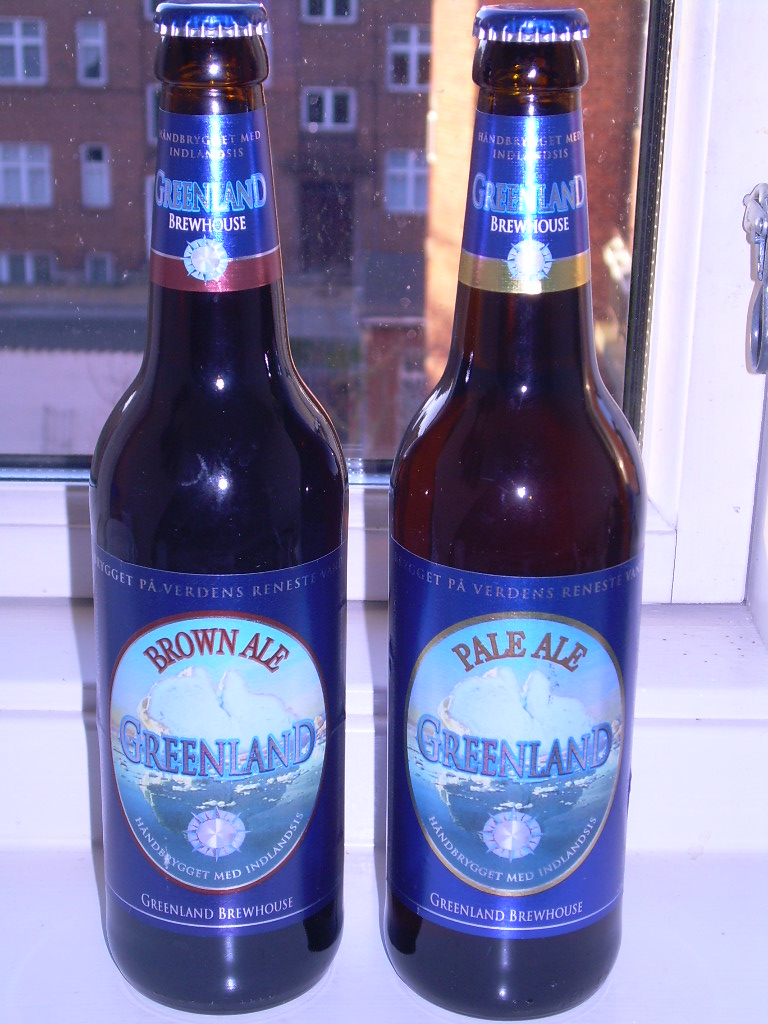
Grönlandi jégsör.

A grönlandi konyha ételeire magas fehérjetartalom jellemző, mivel elsősorban a halakra és tengeri emlősökre valamint madarakra alapul. A századok során dán, kanadai, USA-beli és brit hatások is érték. Nemzeti étel a suaasat nevű húsleves, amely különböző állatok (bálna, rénszarvas, fóka, madár) húsából készülhet.
A legfőbb élelemforrást a tenger jelenti. Rengeteg halat, kagylót és garnélarákot esznek. A halakat általában füstölik.
Nagyon kevés a zöldség- és gyümölcsforrás. Ősszel érik az áfonya és a feketeszeder, amelyet sokszor süteményekben használnak fel. Egyéb zöldségforrások a tengeri moszat, a rózsagyökér és a Pedicularis groenlandica nevű orchideaféle. A globális felmelegedés hatására kísérleteznek a szigeten más zöldségek termesztésével is.
Az ételekhez rizst és burgonyát esznek.
Grönland egyik saját sörmárkája a narsaqi, egy ún. jégsör fajta, amelyet a gleccserekből származó jégből olvasztott vízzel készítenek.

### Ünnepek
- január 1. – újév
- január 6. – vízkereszt
- március vagy április – húsvét (nagycsütörtök, nagypéntek, nagyszombat)
- május 1. – a munka ünnepe
- nagypéntek után 4 héttel – a közös imádság napja
- nagycsütörtök után 6 héttel – a felemelkedés napja
- húsvéthétfő után 7 héttel – pünkösdhétfő
- június 21. – nemzeti ünnep
- december 24., 25., 26. – karácsony
- december 31. – szilveszter

## Turizmus
Javasolt oltás a hepatitis B elleni vakcina. Grönland területén magas a fertőzésveszély.
Bár hivatalosan Dánia része, de nem érvényes rá az E111 jelű kölcsönös egészség- és baleset-biztosítás, erről az utazónak kell gondoskodnia.
A közlekedési lehetőségek teljesen a gyorsan változó időjárás hatása alatt állnak, ezért jelentős késések lehetségesek a meghirdetett indulási időkhöz képest (ami esetenként több napot is jelenthet).
Az utazónak mindenképpen érdemes napszemüveget hordania. Nyáron egyes helyeken sok szúnyog található.

## Érdekesség
A világtérképeken elterjedten használt Mercator-vetület Grönlandot nagyobbnak mutatja, mint Ausztrália, holott a valóságban Grönland lényegesen kisebb Ausztráliánál.
Grönland partjainál nemrégiben igen nagy mennyiségű olajat fedeztek fel.[forrás?] Az olajból származó esetleges jövőbeni bevételeknek köszönhetően Grönland egyre nagyobb önállóságra törekszik. Jelenleg a grönlandi költségvetés 50%-a a dán kormány támogatása, de az olajnak köszönhetően megszűnhet Grönland Dániától való gazdasági, és ezzel együtt politikai függése is, amivel napirendre kerülhet a szuverenitás is. A független Grönland azonban még évek kérdése. Ha a világ legnagyobb szigete független lenne, akkor Grönland lenne a világ legritkábban lakott országa, egyben a világ 12. legnagyobb területű, 185. legnépesebb országa, és a világ legnagyobb területű törpeállama népesség alapján.

## Galéria

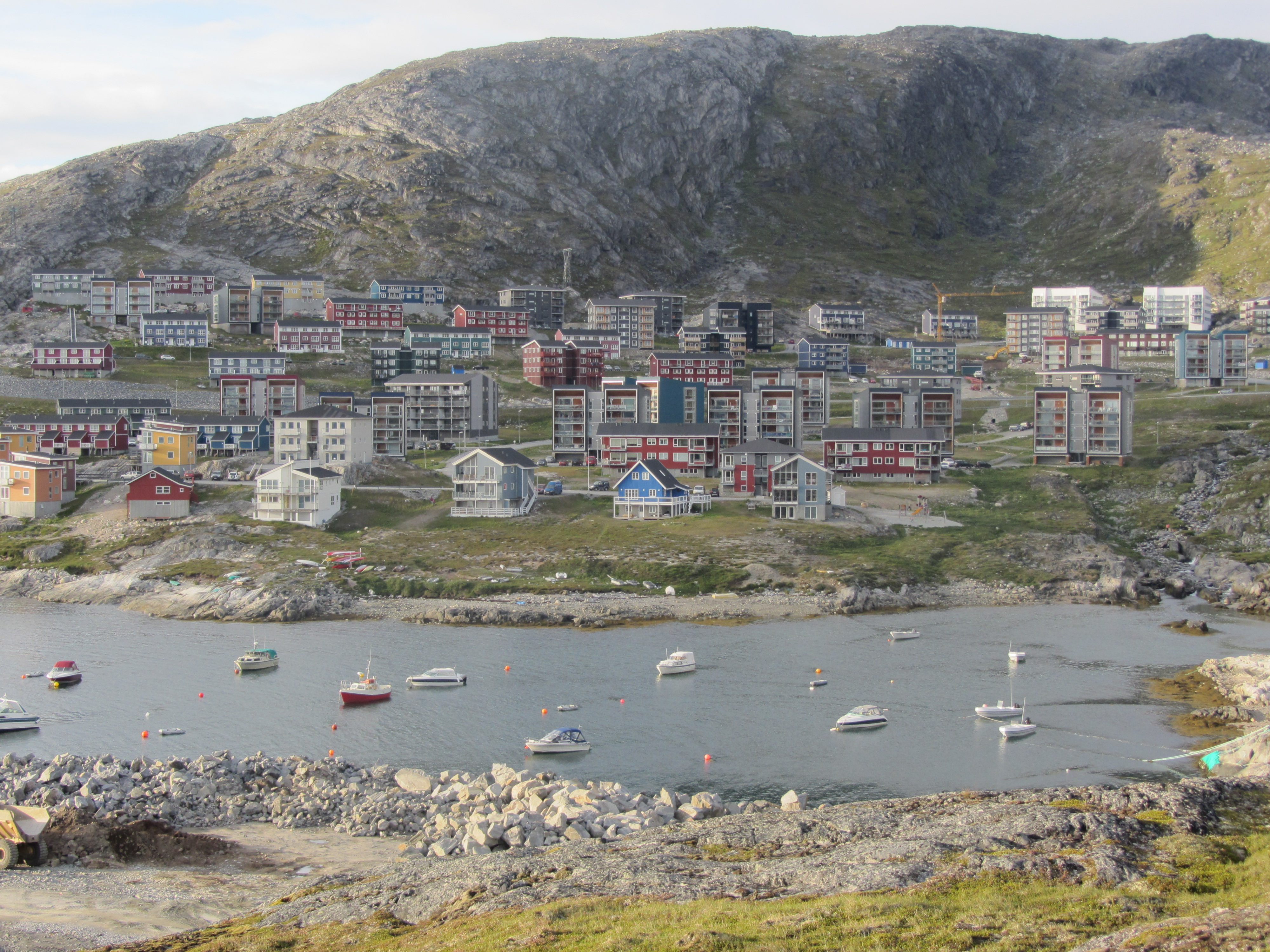
A legnagyobb település, Nuuk egy része
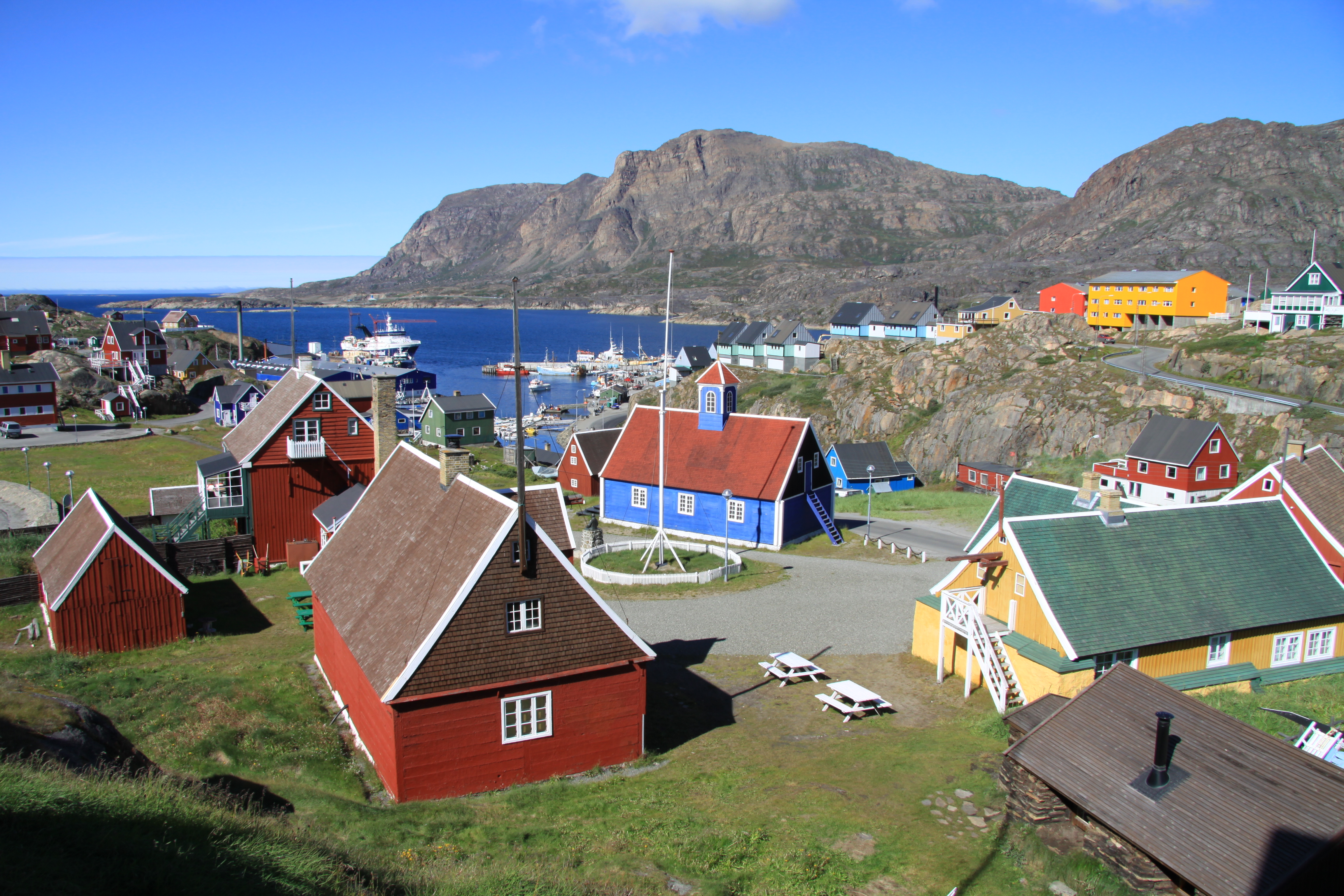
A második legnagyobb település, Sisimiut házai, középen egy templommal
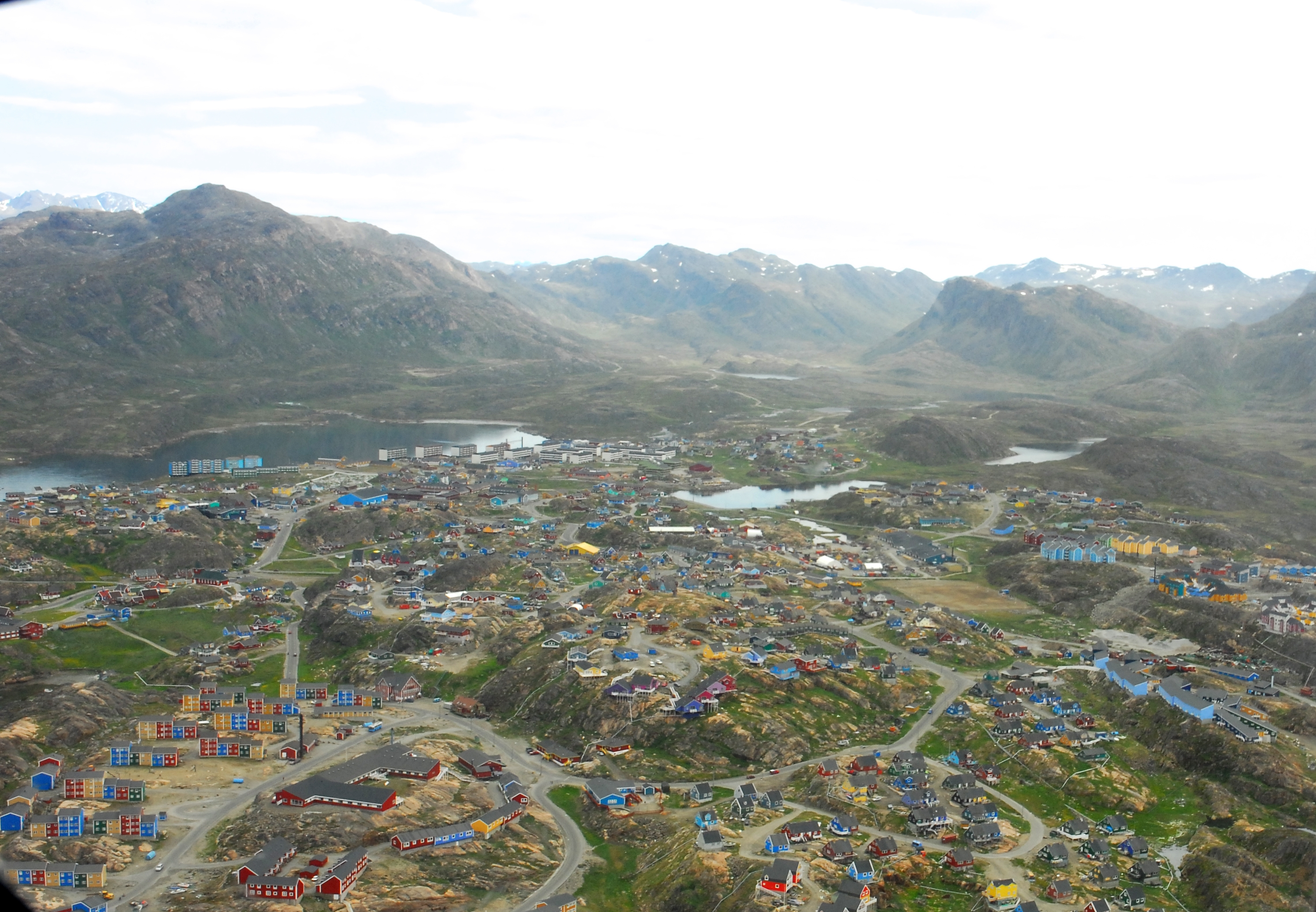
Sisimiut a magasból
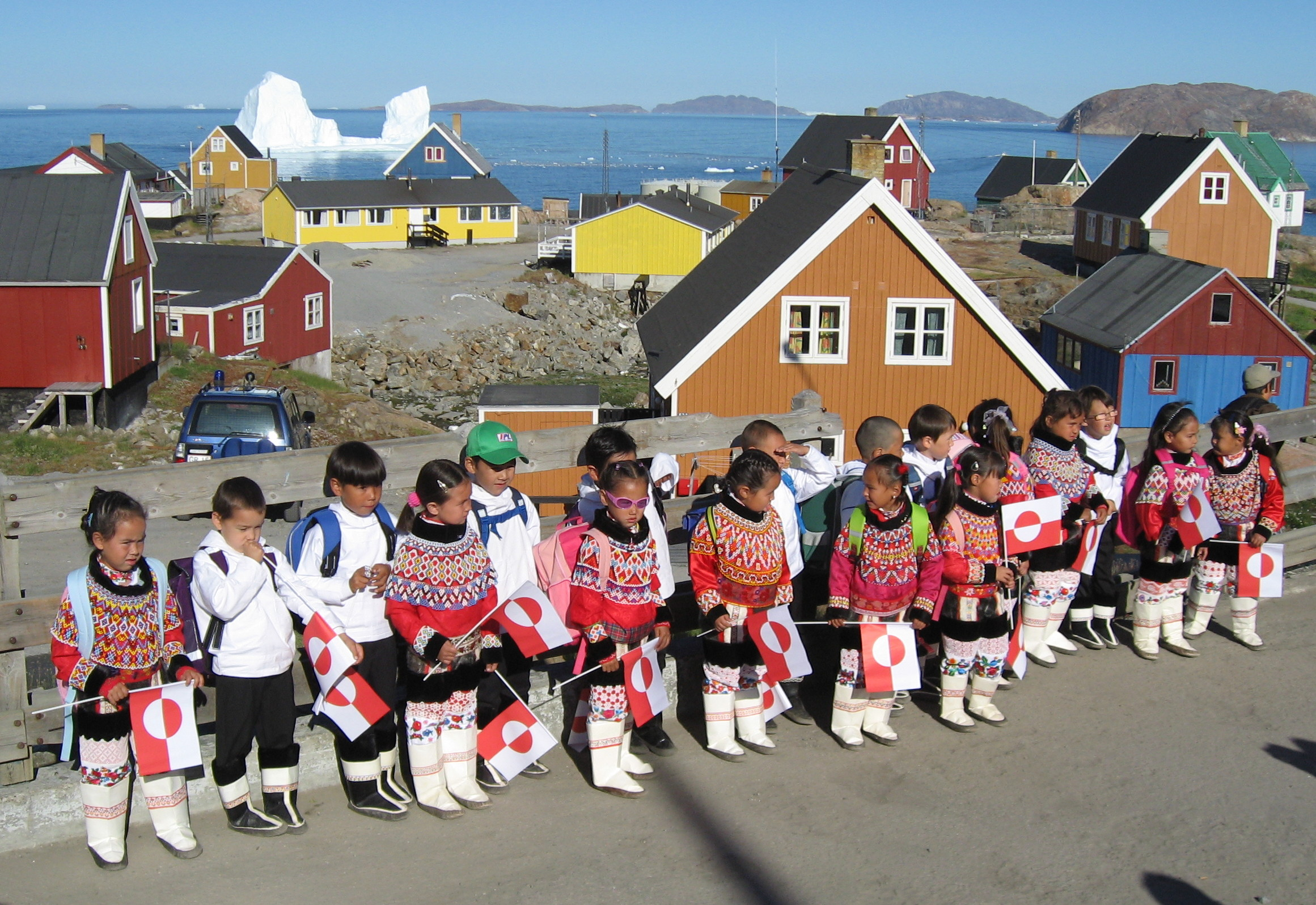
Iskolásgyerekek a nemzeti viseletben
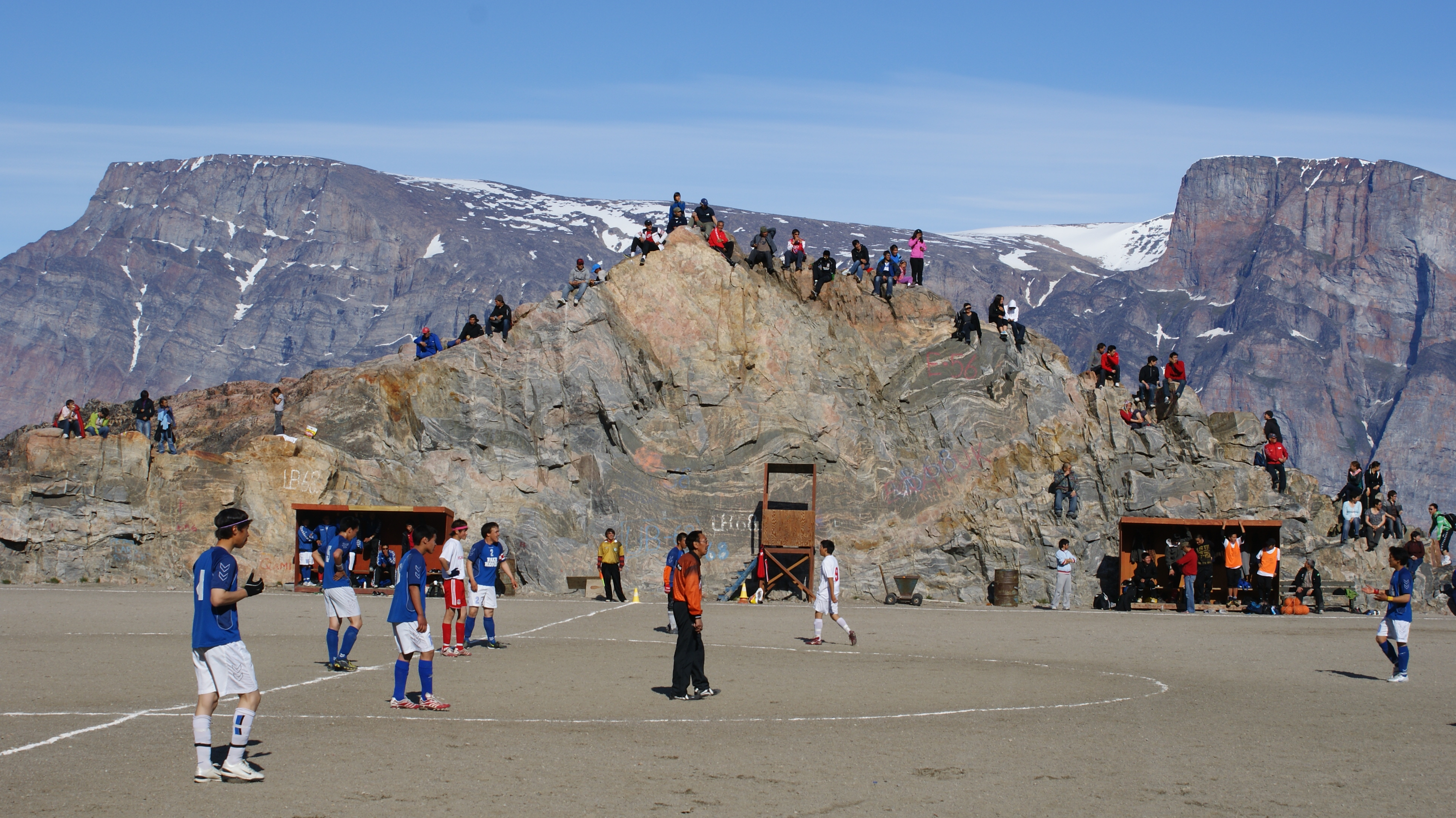
Futball meccs, Uummannaq
Vadász az elejtett rénszarvassal
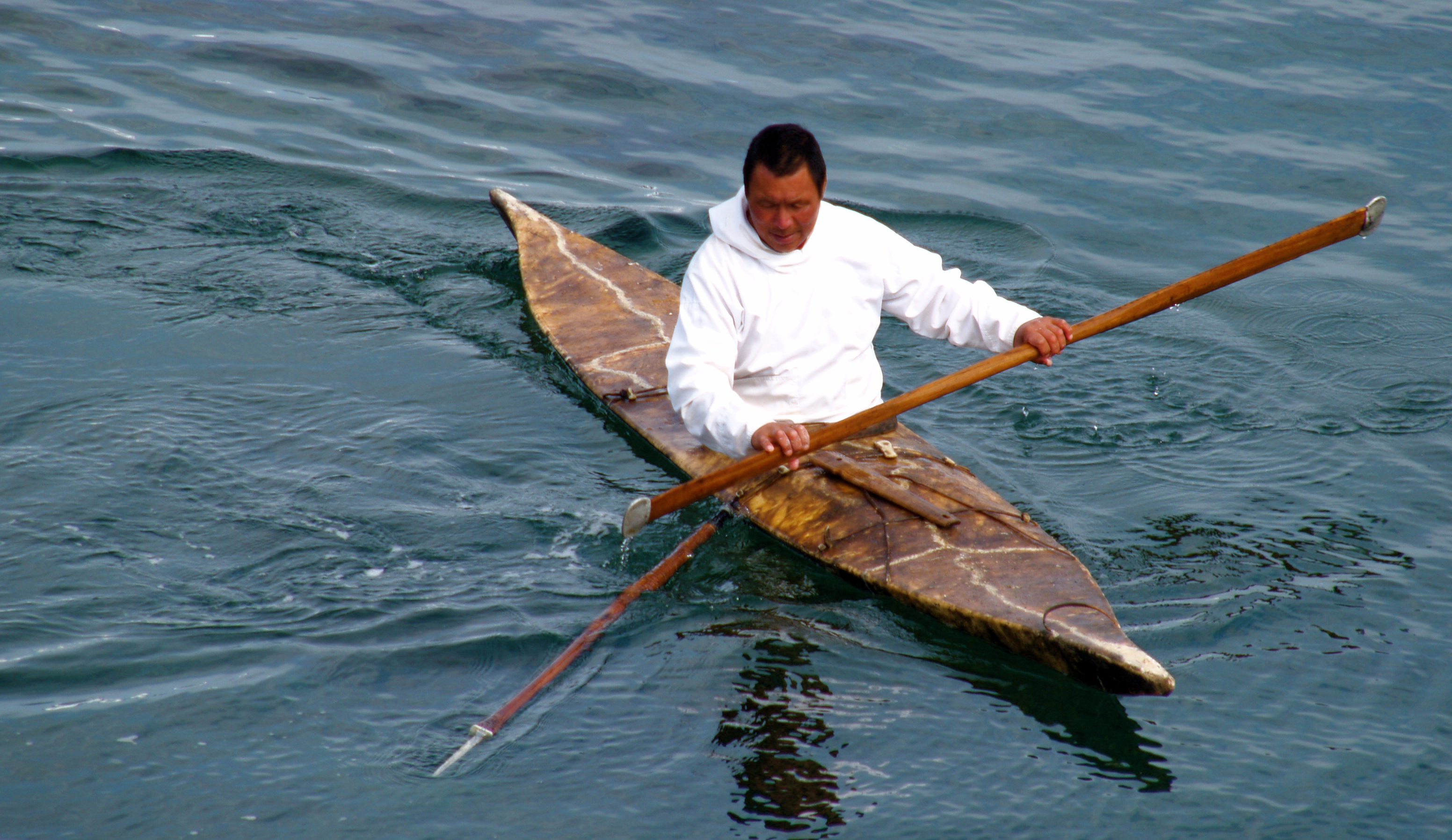
Eszkimó kajakkal fókára vadászik
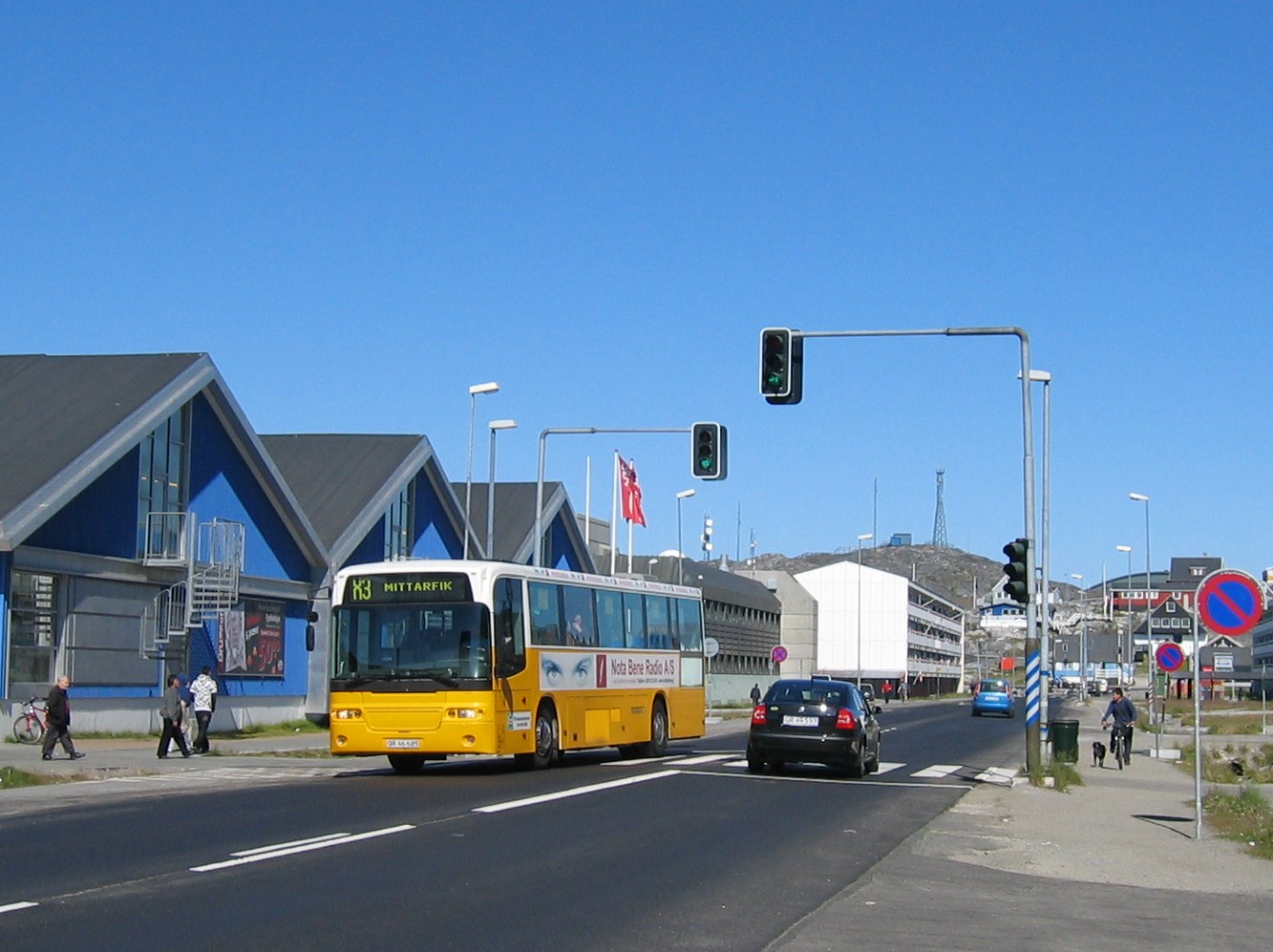
Közlekedés Nuuk-ban – nyáron
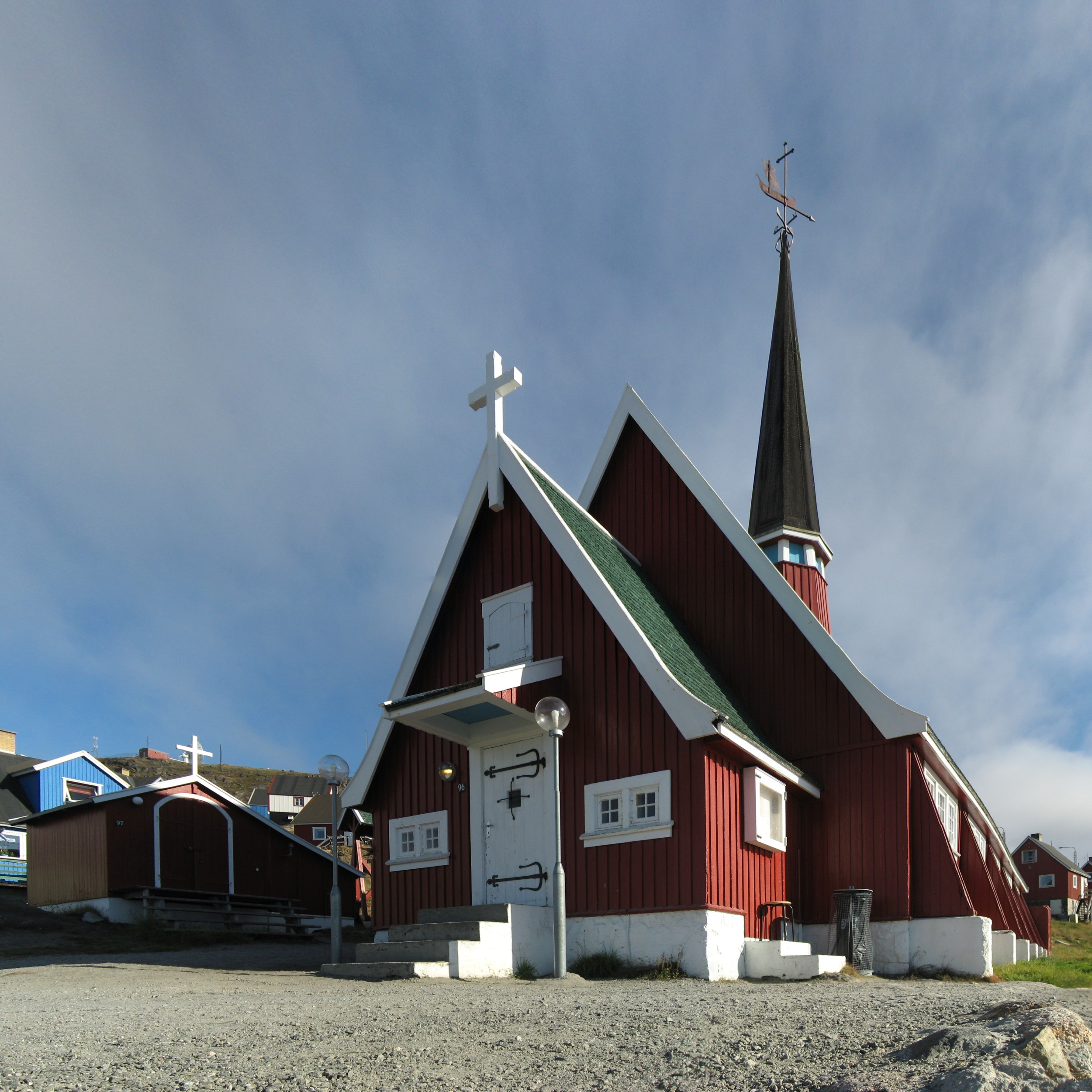
Templom, Upernavik
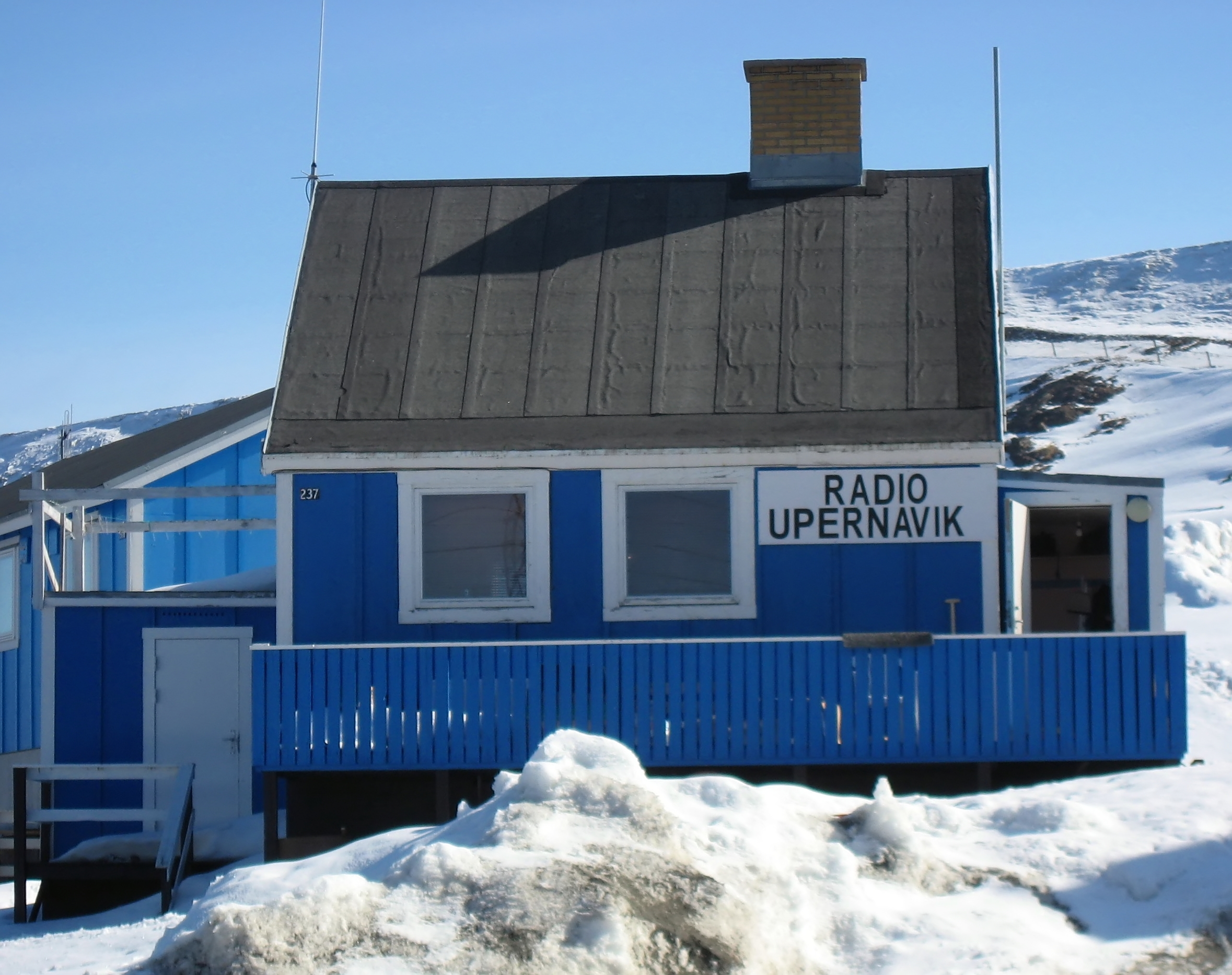
Helyi rádióállomás, Upernavik
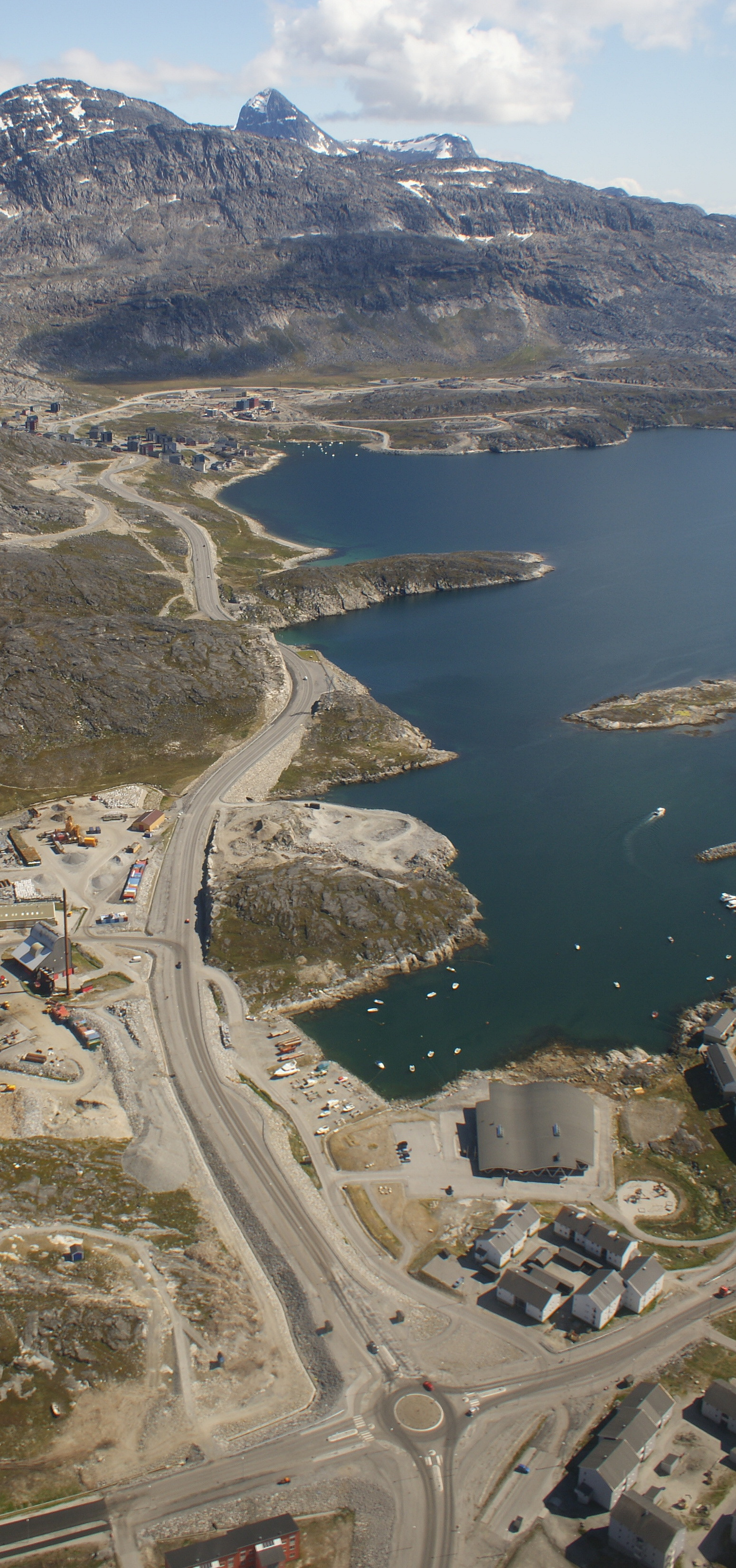
Út a magasból Nuuk környékén
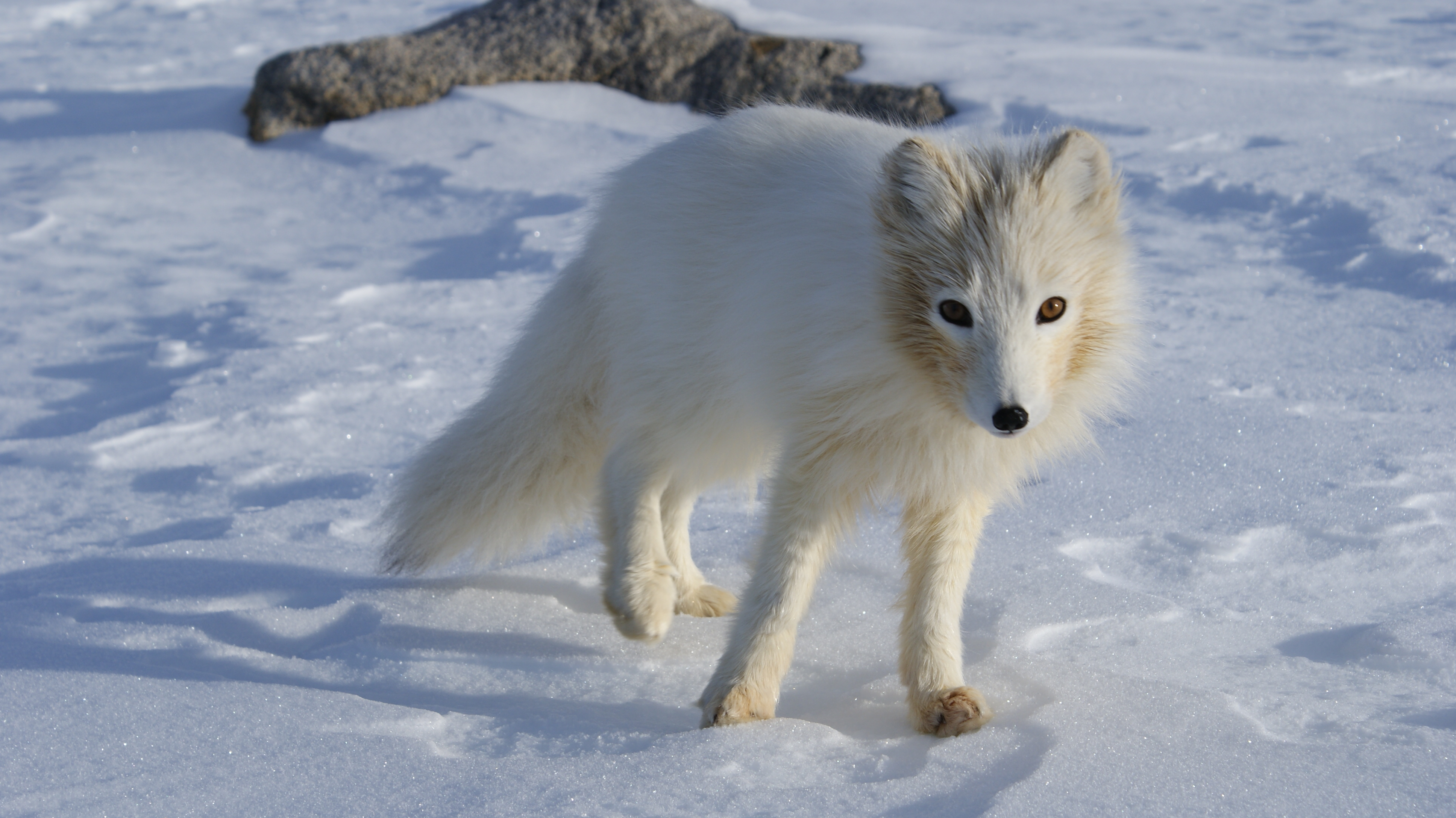
Sarki róka
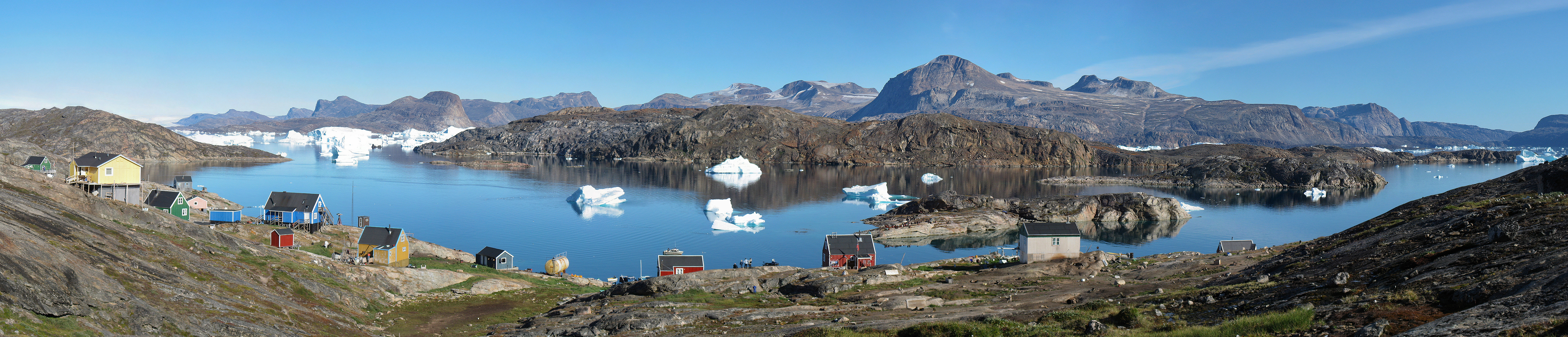
Panoráma tájkép, Naajaat
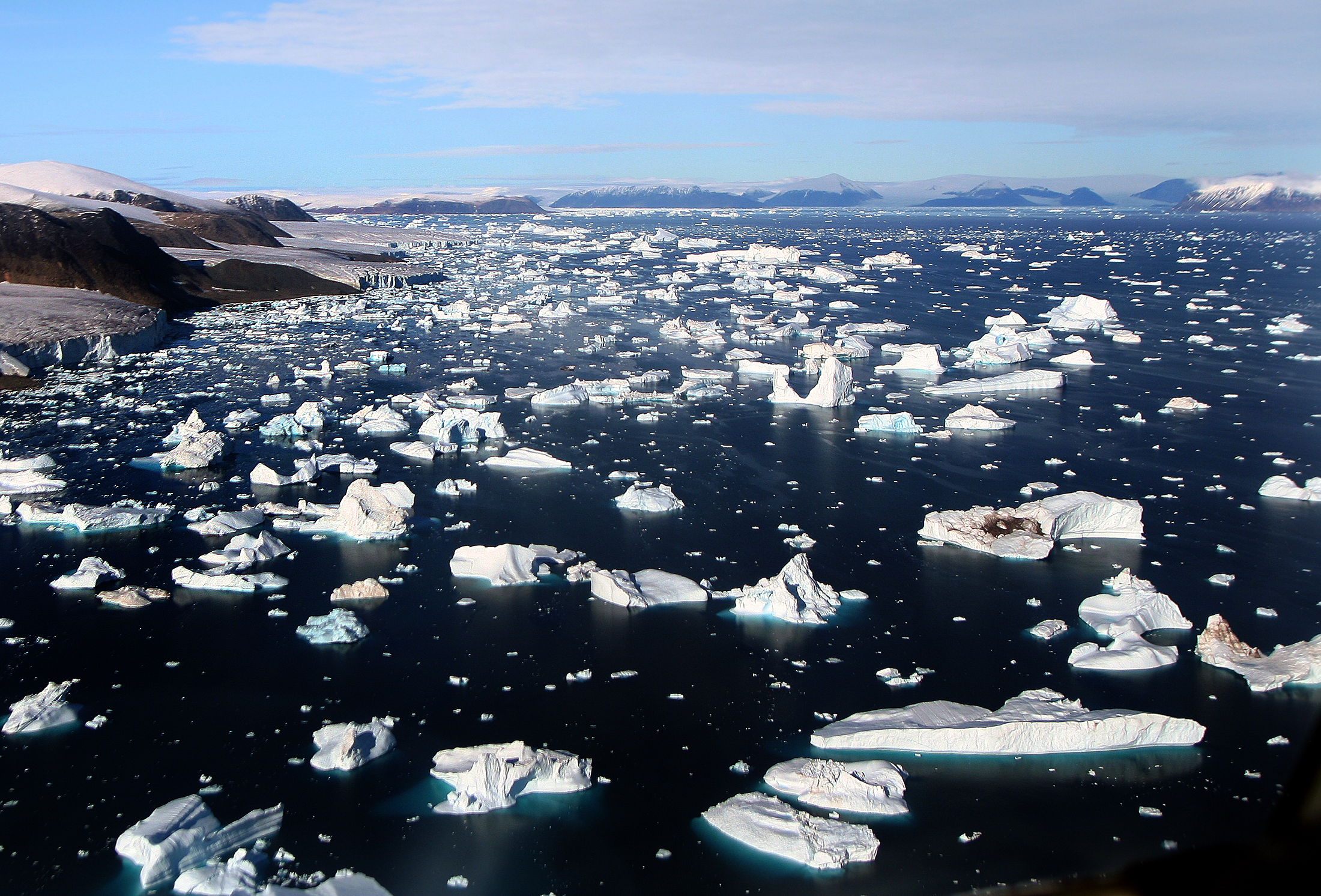
Jéghegyek a tengerben, Cape York